# 1932–1933-as magyar női nagypályás kézilabda-bajnokság
Az 1932–1933-as magyar női nagypályás kézilabda-bajnokság a hatodik női nagypályás kézilabda-bajnokság volt. A bajnokságban tíz csapat indult el, a csapatok két kört játszottak.
A bajnokság folyamán a Kőbányai TK kivételével minden csapat visszalépett, vagy kizárták, így csak az első helyezettet állapították meg. Az induló csapatok ezek voltak még: Budapesti TK, Compactor SC, Csepeli TK, Kőbányai Siemens SE, Magyar Posztó SE, MOVE Széchenyi TE, Széchenyi Juventus, Vasas SC, Vívó és Atlétikai Club.

## Tabella
| #  | Csapat      | M  | Gy | D | V | G+ | G- | P  |
| -- | ----------- | -- | -- | - | - | -- | -- | -- |
| 1. | Kőbányai TK | 18 | 18 | 0 | 0 | 18 | 1  | 36 |

* M: Mérkőzés Gy: Győzelem D: Döntetlen V: Vereség G+: Dobott gól G-: Kapott gól P: Pont